# Kloster (kristendom)
 For alternative betydninger, se Kloster (flertydig). (Se også artikler, som begynder med Kloster)
Et kristent kloster er et sted, hvor kristne bor, der har valgt at gå i en særlig tjeneste over for kirken.
Ordet Kloster betyder indelukke og betegner dels et bygningsværk, dels et religiøst fællesskab, som lever adskilt fra det øvrige samfund efter en klosterordens særlige bestemmelser. I kristen sammenhæng vil klosterlivet oftest være at efterkomme Jesu ord til den rige unge mand: "Vil du være fuldkommen, så gå hen og sælg, hvad du ejer, og giv pengene til de fattige, så vil du have en skat i himlene. Og kom så og følg mig!". Klosterets beboere, munke og nonner, er mennesker, der har følt et kald til at forsage verdens velfærd og vie deres liv til Gud.

## Historie

### Oprindelse
I den kristne verden begyndte klosterdannelsen i 4. århundrede, men spirerne ligger længere tilbage. Så snart den kristne kirke begyndte at indlade sig med denne verden, var der straks nogle, som fordømte det (montanisterne), men de blev sat uden for, og i 4. århundrede stod statskirken fuldt færdig. Samtidig opstod klostrene, der godkendte statskirkens relative berettigelse, men som hævdede for sig et højere standpunkt. I klostrene havde kirken afløb for dens radikale elementer, i dem samledes og uskadeliggjordes sprængstoffet.
Klosterbevægelsen opstod i Egypten i 300-tallet, hvor det første kloster blev grundlagt af Pachomios, som skrev en regel for livet i klosteret. Klostervæsenet spredte sig hurtigt i Romerriget, i Egypten og Lilleasien, og langt de fleste klostre er en del af den romerskkatolske kirke. Sin første egentlige kristelige udformning fik klosterlivet af Basilios den Store, den græske kirkes munkefader. For Basilios, der var et barn af den antikke kultur, var klosterlivet ikke en undertrykkelse, men en tilbagevenden til naturen, ikke en modsætning, men en fuldendelse af den gamle visdom. Østeuropas klostre har fået liden kulturhistorisk betydning; deres munke brugte ofte næverne som beviser i de teologiske kampe, eller de fortabte sig i religiøs egoisme, der snart gav sig udslag i snurrige selvpinsler, snart i lediggang. Fra dem udgik en af den kristelige mystiks hovedværker, Pseudo-Dionysios, og legendelitteraturen, der er en fortsættelse af den antikke roman og grundlaget for den folkelige digtning i middelalderen.

### Kulturdannende rolle
De vesterlandske klostre var i middelalderen kulturens arnesteder. I slutningen af det 4. århundrede kom klosterbevægelsen ad litterær vej (Vita St. Antonii) fra Østen til Vesten. Mænd som Ambrosius, Hieronymus og Augustin blev dens fremmere, og Martin fra Tours (død 400) samlede et klostersamfund om sig, men det var Benedikt af Nursia, der blev den vesterlandske kirkes munkefader. I 535 gav han reglerne for klostret Monte Cassino syd for Rom, som skulle blive forbillede for hele det vesteuropæiske klostervæsen. Fra Benediktinerklostrene kristnedes og kultiveredes den germanske verden; de var middelalderens avlsgårde og landbrugsskoler, i dem sad munken og nedskrev, hvad der hændte ude i den store verden, eller også sad han og afskrev gamle håndskrifter; i klosterkirken fødtes kirkemusikken, som svøbte sig om de tanker, der havde fået ord i sang i klostercellen; i klosterskolerne opdroges ikke alene de vordende munke, men også udenforstående. Fra Cluniacenserklostrene udgik det store religiøse opsving, som affødte korstogene; fra Cistercienserklostrene udgik statsmænd og landmænd, og i dem udsprang med den hellige Bernhard det væld af kristelig følelse, som den kristelige lyrik længe har levet af; fra tiggerklostrene (de tidligere klostre kaldtes i almindelighed herreklostre) dreves en indre mission, undertiden snæversynet og fordummende, men fra dem udgik også nogle af de mest energiske forkæmpere for renæssancens og reformationstidens frihedsidealer; fra Jesuiterklostrene er der gjort det samme arbejde, men mens klostermurene ellers skilte munkene fra verden, har jesuitterne revet murene ned, de udgør en hær, der kun holder hvil i klostrene mellem slagene. Klostrene begyndte at protestere mod verdenskirken, de er endt med hos jesuitterne at blive verdenskirkens fæstninger.

### Klostrene i Europa
Grundlæggelsen af et kloster i Citeaux i Frankrig 1098 indebar en styrkelse af det europæiske klostervæsen: under Bernhard af Clairvaux spredte denne klosterrørelse, cistercienserne, sig hurtigt ud over Europa og nåede også Danmark, hvor ærkebiskop Eskil blev en forkæmper for denne klosterorden. Blandt andet blev cistercienserklostre oprettet i Herrevad i Skåne 1144 og bemandet med munke fra Citeaux, og 1153 overtog de klosteret i Esrum (oprindelig et benediktinerkloster). Senere medvirkede Eskil ved grundlæggelsen af to præmonstratenserklostre i Skåne omkring 1150, i Tommarp og Øved, som fik munke fra denne ordens hovedkloster i Prémontré i Champagne, Frankrig.

### Efter reformationen
Reformationen tog afstand fra klostervæsenet, hvilket som regel indebar, at staten i de reformerede lande ophævede klostervæsenet og konfiskerede klostrenes ejendomme. I Danmark blev en del klostre straks efter reformationen eller nogen tid senere nedrevet (helt eller delvist), eller de blev omdannet til verdslige formål: oprettelse af skoler, til hospitaler, til præbender for ansete gejstlige, kun nogle af nonneklostrene blev ved at bestå, for at adelens ugifte døtre i dem kunne finde en standsmæssig forsørgelse. I mange tilfælde fik de munke og nonner, der boede i klostrene lov til at blive der til de døde, idet de blev forbudt at virke udadtil eller optage nye medlemmer.
I de romersk-katolske lande har man siden midten af det 18. århundrede søgt at indskrænke klostrenes tal, og man har prøvet på helt at ophæve dem, men det har vist sig, at man ikke har kunnet undvære dem.

## Styrelse

### Overordnet
De ulige klosterordener havde uens styrelsesformer: Benediktinerklostrene var helt selvstændige stiftelser, indbyrdes uafhængige af hinanden. De øvrige ordeners klostre var derimod indbyrdes forbundne ved slægtskab, som medførte en vis underordnet stilling for datterklostret i henseende til moderklostret, idet abbeden i moderklostret skulle føre tilsyn med datterklostre.
Augustinerne holdt i 13. århundrede jævnligt provinsialkapitler (møder), fra hvilke en del statutter kendes; der blev her givet detaljerede forskrifter for gudstjeneste, disciplin og lignende indre forhold; først fra 1339 holdes årlig et generalkapitel for ordenen.

### Internt
Indenfor det enkelte kloster tilkom den øverste ledelse i enhver henseende abbeden, der valgtes på kanonisk vis af munkene i kapitlet. Kapitlet var munkenes kreds, samlet i kapitelsalen efter morgenmessen; man begyndte med en bøn og læsning af et stykke af ordensreglerne; derefter skulde enhver tilstå, om han havde gjort noget galt, med undtagelse af hvad der var forbeholdt skriftemål; her fik også munkene ordre for den kommende uge.
Der må her skelnes mellem de to forskellige klasser af beboere i klostrene: munkene og lægbrødrene. Munkene havde aflagt løfterne om at leve efter ordenens strenghed blandt disse var den første i rækken efter abbeden prioren, der udnævntes af abbeden og hvis stedfortræder, han var; han var derfor også abbedens særlige hjælper; under ham igen stod en subprior. Et af de vigtigste embeder var kældermesteren, der havde ledelsen af hele klostrets daglige økonomi og – som følge heraf – ofte måtte tilse klosterets ladegårde (grangier).
Lægbrødrene var de, der ikke var optagne i munkeordenen. Disses hovedbeskæftigelse var landarbejde og håndværk, hvorfor man ikke ønskede at optage andre end dem, "som forstår et håndværk og kan arbejde". En magister conversorum, der ikke var munk, skulle føre tilsyn med dem. Lægbrødrene havde deres egen sovesal, muligvis også særskilt sygehus. Klosterets forskellige værksteder var i særlig grad til brug for dem, og desuden gjorde de tjeneste i køkken, gæstehus og sygehus. Desuden virkede de som bestyrere af klostrets ladegårde, der skulle være indrettede lige som klostret, her under med kapel, hvis gården lå så langt fra klostret, at brødrene ikke kunde nå til klostrets kirke.

## Gerning
Klostrenes beboere, munke eller nonner, levede i bøn, askese, fattigdom, arbejdsomhed og lydighed, de tidlige munkeordner levede først og sidst afsondret fra omverden og med klosteret beliggende i landdistrikter, mens de senere tiggermunkeordener som regel virkede blandt mennesker, hvor disse samledes mest talrigt – i købstæderne, i krig og på vandring. Deres hovedvirke var at prædike blandt menigmand overalt, hvor det var muligt, og tillige at udføre et stort, socialt arbejde, ligesom munke har gjort sig stærkt gældende inden for kulturen (håndskrifter og kirkemusik), landbrugsudvikling og lægegerning.

## Klosterordener
Der har med tiden udviklet sig forskellige klosterordener f.eks.:
- Augustinerordenen
- Benediktinerordenen
- Birgittinerordenen
- Cistercienserordenen
- De Kristne Brødre
- Dominikanerordenen
- Franciskanerordenen
- Helligåndsordenen
- Kapucinerne
- Karteuserordenen
- Karmeliterordenen
- Præmonstratenserordenen

## Klostres indretning
| Grundplan af fransk kloster (nord til venstre) | Grundplan af fransk kloster (nord til venstre) | Grundplan af fransk kloster (nord til venstre) | Grundplan af fransk kloster (nord til venstre) | Grundplan af fransk kloster (nord til venstre) | Grundplan af fransk kloster (nord til venstre) | Grundplan af fransk kloster (nord til venstre) |
| --- | ---------------------------------------------- | ---------------------------------------------- | ---------------------------------------------- | ---------------------------------------------- | ---------------------------------------------- | ---------------------------------------------- |
| |                                                |                                                |                                                |                                                |                                                |                                                |
| Legende |                                                |                                                |                                                |                                                |                                                |                                                |
| 1. Kirke, 2. Presbyterium, 3. "Dødeport", 4. Sakristi, 5. Brønd i klostergård, 6. Trappe til dormitorium, 7. Bænke for syge, 8. Munkenes kor med stolerækker, 9. Lektorium med altre, 10. Indgang for munke, 11. Lægbrødrenes kor, 12. Indgang for lægbrødre, 13. Klostergård, 14. Armarium, 15. Fratergang, 16. Kapitelsal, 17. Nattrappe til dormitorium, 18. Dormitorium for munke, 19. Toiletter, 20. Auditorium, 21. Passage, 22. Scriptorium, 23. Novicesal, 24. Calefoctorium (varmerum), 25. Refektorium for munke, 26. Læsepult, 27. Køkken, 28. , 29. Kældermesterens stue, 30. Refektorium for lægbrødre, 31. Passage, 32. Lagerrum, 33. Trappe, 34. Dormitorium for lægbrødre, 35. Toiletter |                                                |                                                |                                                |                                                |                                                |                                                |

Klostre består af et firlænget bygningsværk, ofte af røde munkesten eller teglsten og med en indvendig buegang, den såkaldte korsgang. Klostre lukker sig således omkring en klostergård, der til alle sider var omgivet af en overdækket fratergang.
Nordfløjen udgjordes af klosterkirken, hvis kirkerum ofte var en 3-skibet basilika (et hovedskib og 2 sideskibe), indrettet med tværskib (hvorved kirken fik en karakteristisk korsform) og kapeller omkring højkoret, og med loft i krydshvælv, der hvilede på søjler eller piller.
Klosterets østfløj indeholdt traditionelt sakristi (hvor de hellige kirkekar blev opbevaret), biblioteket (hvor de hellige bøger blev opbevaret), kapitelsal (hvor munkene mødtes med abbeden hver morgen og fik deres instruktion for dagen), trapperum med nattrappe (som munkene benyttede til og fra de natlige bønner i klosterets kirke) og eventuelt på første etage dormitorium (munkenes sovesal).
I sydfløjen lå munkenes refektorium (spisesal) og køkken.
I vestfløjen skete opbevaringen af klosterets forråd af fødevarer, her fandtes lægbrødrenes sovesal, og her havde lægbrødrene deres spisesal.
Klostrene blev bygget efter faste retningslinjer, hvilket indebar, at gæstende munke altid ville kunne finde rundt i det kloster, de besøgte..